# Miroslav Kopt
Miroslav Kopt (13. července 1935 Praha – 14. července 2020 Praha) byl skaut, účastník protikomunistického odboje, politický vězeň a autor prací o dějinách skautingu se zaměřením na protikomunistický odboj členů českého skautského hnutí.

## Život

### Rodinný původ
Miroslav Kopt se narodil 13. července 1935 v Praze a své dětství prožil v pražských Kobylisích. Jako malý chlapec z půdního vikýře domu kde rodina bydlela viděl nacisty organizované popravy českých vlastenců na kobyliské střelnici. Poučení o tom, co jsou ruští bolševici a o čem byla jejich revoluce v Rusku získal od svého dědečka, který v první světové válce bojoval v rakousko–uherské armádě na východní frontě a byl válečným zajatcem na Rusi. Po skončení druhé světové války vstoupil v roce 1947 do Junáka.

### Skautské uskupeníOstříži
Se svým stejně starým kamarádem se Miroslav Kopt v roce 1948 (po komunistickém převratu) rozhodl pro tisk a rozšiřování protikomunistických letáků. Koptův strýc František Bohdal (1905–1985) – účastník protikomunistického odboje – oba hochy varoval před málo účinným odporem založeným jen na morálních gestech a snažil se je přesvědčit o tom, že mnohem efektivnější je odpor založený na důsledné konspiraci a efektivní činnosti v ilegalitě.
Ještě v témže roce (1948) se Kopt prostřednictvím svého kamaráda Rudolfa Probsta dozvěděl o existenci skautského uskupení Ostříž. To se skládalo z několika převážně pražských skautských skupin (ale i jednotlivců) a jeho cílem bylo (v případě úplné likvidace skautského hnutí) pokračovat dále ve skautingu tajně a konspirativními metodami bojovat proti komunistickému režimu. A bylo to také v roce 1948, kdy se Kopt připojil k 34. skautskému středisku Ostříž, jehož aktivity po únoru 1948 a zákazu Junáka vedl (v ilegalitě) Oldřich Rottenborn a zúčastnil se poprvé i jejich nedovoleného skautského tábora. Členové Ostřížů podporovali (penězi i jinak hmotně) rodiny těch členů československého skautingu, kteří byli zatčeni a vězněni poté, co byli odsouzeni k vysokým trestů odnětí svobody. Skauti se také cvičili v používání zbraní a pojímali tento výcvik jako přípravu na povstání proti komunistickému režimu. (Ke zbraním se dostali díky Josefu Krbečkovi, který se učil puškařem.)
V běžné skautské činnosti (v rámci Československého svazu mládeže ovšem nedovolené) pak Miroslav Kopt s Ostříži pokračoval dále a rozhodnutí dát se na cestu odboje v něm posilovalo. Od roku 1949 byl členem ilegální skautské skupiny. Opatřil si materiály pojednávající o zásadách zpravodajských technik a připravoval se na očekávaný pád totalitního režimu o němž se v odbojových kruzích předpokládalo, že proběhne formou organizovaného povstání řízeného a podporovaného demokratickým Západem. Kopt se od roku 1952 zapojil do aktivit Ostřížů, šířil po Praze letáky, později se jim podařilo v okolí Prahy přerušovat telefonické a elektrické spojení zejména Národních výborů a místních organizací KSČ.

### První zatčení
Po jedné nezdařené akci odbojové skupiny Oldřicha Rottenborna, které se ale Miroslav Kopt osobně přímo nezúčastnil, byla činnost skupiny prozrazena a Kopt byl v dubnu 1952 (v rámci první zatýkací vlny) poprvé zatčen. Od lidového trestného soudu v Praze odešel jako mladistvý 2. dubna 1953 s trestem 6 měsíců odnětí svobody nepodmíněně (za sdružování proti republice) a jen díky amnestii prezidenta Antonína Zápotockého (z května 1953), která se na něj vztahovala, byl jeho výkon trestu přerušen. V roce 1954 se ale Miroslav Kopt od skupiny Ostřížů začal názorově vzdalovat, neboť ve svém členství viděl stále větší nebezpečí odhalení a to hlavně díky diametrálně jinému pohledu Ostřížů na zásady konspirativní činnosti.

### SkupinaTondaa druhé zatčení
Po uvěznění Oldřicha Rottenborna založil (spolu s vybranými členy střediska Ostříž) Miroslav Kopt vlastní skupinu s krycím označením Tonda. (Státní bezpečnost ovšem skauty i nadále bedlivě sledovala.) Než ale tato skupina stačila rozvinout vážnější odbojovou činnost, byla předchozí protistátní činnost ale hlavně jména jejích členů prozrazena. Stalo se tak při zostřeném výslechu jednoho zadrženého člena Ostřížů. Miroslav Kopt byl nedlouho poté v listopadu 1954 zatčen, během domovní prohlídky u něj byla objevena pistole ráže 9 mm a větší množství nábojů, byl brutálně vyslýchán na vyšetřovně v Bartolomějské ulici a 10. března 1955 v politickém procesu odsouzen Krajským soudem v Praze (za údajnou velezradu) k 10 letům odnětí svobody. Během 6 let trvajícího věznění pracoval ve věznici na Pankráci a v uranových šachtách (jako vězeň s číslem A 027215) při pracovních táborech Rovnost a Nikolaj na Jáchymovsku.

### Na Jáchymovsku

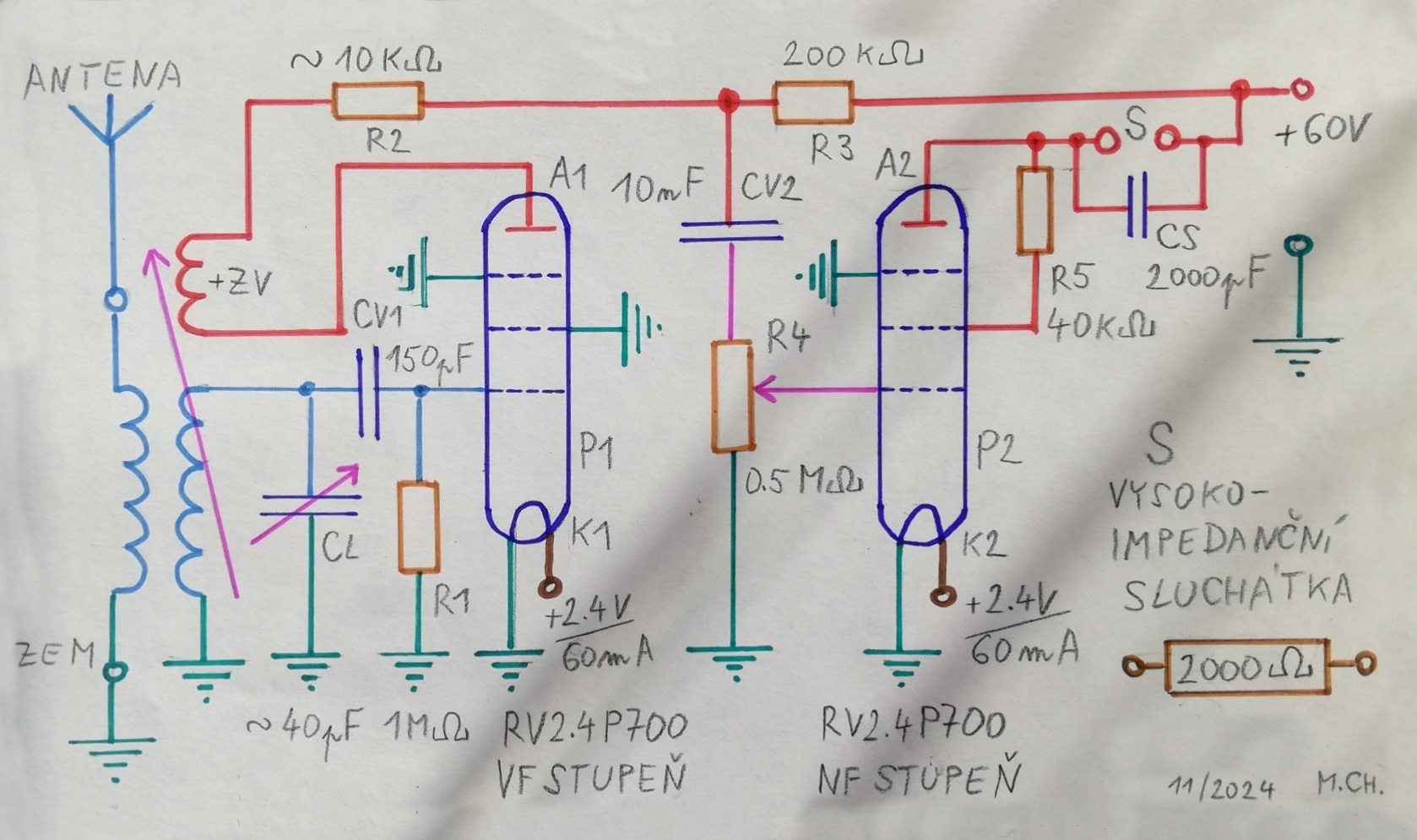
Elektrické schéma jednoduchého přímozesilujícího vězeňského rádia se dvěma pentodami a bateriovým napájením

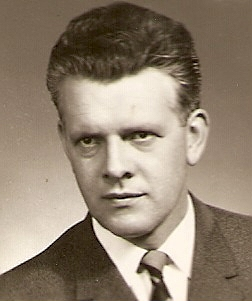
Ing. Radko Pavlovec (ve věku 35 let)

V trestaneckých pracovních táborech na Jáchymovsku, kde byl Miroslav Kopt mezi léty 1954 až 1960 vězněn, vzniklo dobře organizované společenství politicky uvědomělých vězňů (muklů), kteří pocházeli z různých politických směrů (křesťanští demokraté, sociální demokraté, vojáci, skauti, ...) a měli mezi ostatními vězni přirozenou autoritu. Členové tohoto „společenství“ se pokoušeli v podmínkách těchto pracovních táborů o zpravodajskou činnost (k ní patřilo například mapování dolů na Jáchymovsku nebo průběžné sledování množství vytěžené uranové rudy, hloubení ilegálních šachet pro spojení s dalšími lágry, koordinace stávek vězňů různých lágrů).

#### Muklovská rádia
Jedna její část byla založena na poslechu zpravodajství vysílaných zahraničními rádiovými stanicemi (rádio Svobodná Evropa, Deutsche Welle, Londýn) přijímanými pomocí ilegálně sestrojených radiopřijímačů. Jejich tvůrcem byl politický vězeň, odbojář, skaut z Nové Paky, konstruktér a vynálezce Ing. Radko Pavlovec, který si na Jáchymovsku odpykával trest odnětí svobody (v délce 13 nebo 17 let) za nezdařený pokus o útěk z Československa (pomocí letadla). Takovýchto funkčních rádií bylo sestrojeno několik. Součástky potřebné pro sestavení těchto přijímačů opatřili jak civilní zaměstnanci dolů, tak i skauti z Prahy (například i jeden ze členů 34. střediska Ostříž Emanuel Racek, přezdívaný Orion). První rádio bylo zprovozněno ke konci roku 1955. Nelegální poslech těchto rádií probíhal v letech 1955 až 1957 a bachaři jej nikdy neodhalili. Miroslav Kopt se v pracovních táborech Nikolaj a Rovnost podílel na utajené výrobě, provozu a uchovávání výše zmíněných radiopřijímačů. A byl to právě on, kdo zřejmě poslední přístroj ve spěchu v roce 1957 nejprve ukryl, ale později rozebral, zničil a zametl po něm stopy (díly radiopřijímače zmizely v táborové latríně lágru Rovnost). Následně byl Kopt několikrát vyslýchán a půl roku v té věci vyšetřován, ale přijímače ani jejich díly nebyly nalezeny a podrobnosti o jejich provozu se tak komunistický režim nedozvěděl.

#### Tajné přednášky
Kromě toho se vybraní vězni vzdělávali tajnými přednáškami. Jednalo se například o sérii přednášek o T. G. Masarykovi, kterou mimo jiné vedl JUDr. Zdeněk Kessler, který byl v roce 1953 odsouzen k 17 letům vězení za velezradu (a v roce 1960 amnestován prezidentem Antonínem Novotným; po 17. listopadu 1989 zastával JUDr. Zdeněk Kessler funkci předsedy Ústavního soudu ČSFR a ČR). Miroslav Kopt obsah těchto přednášek dále šířil mezi vybrané vězně. V květnu 1957 byl Radko Pavlovec a další „političtí muklové“ znovu odsouzeni, ale zapojení Miroslava Kopty do ilegálních aktivit nebylo nikým z vyslýchaných prozrazeno. Přesto si Kopt odpykal pobyt 10 dní v izolaci, protože se v dopise rodičům silně kriticky vyjadřoval proti komunistickému režimu.
Také existovala například i ilegální táborová knihovna a věznění se zabývali i promýšlením detailů akcí nutných uskutečnit v případě pádu totalitního režimu a nástupu demokracie.

#### Další aktivity a postoje
Se členy Junáka řešil Kopt i možnosti budoucí výchovy mládeže, jejímž hlavním pilířem by měla být právě junácká organizace. Zásadně podporoval myšlenku, že mladým lidem je nutno vštěpovat důsledně antikomunismus a že škody, které způsobil v Československu totalitní režim by měli zaplatit členové KSČ. Literaturu, získávanou od civilních zaměstnanců jáchymovských dolů, šířil mezi spoluvězni a ilegálními kanály také sděloval některé zprávy o domácím i zahraničním politickém vývoji. Svůj nezlomný protirežimní postoj a stanovisko, že lidově demokratické zřízení je nedemokratické a porušuje občanské svobody, neváhal prezentovat před ostatními mukly až se tyto jeho výroky dostaly (prostřednictvím nasazeného spoluvězně Jaroslava Chlapce a jiných informátorů) k uším bezpečnostních orgánů.
Na jaře roku 1960 bylo zahájeno vyšetřování zpravodajských aktivit, jimiž se zabýval během svého výkonu trestu. Státní bezpečnost ovšem nedokázala případ náležitě vykonstruovat a tak nebyl odsouzen k žádnému trestu. K patnáctému výročí konce druhé světové války byla části politických vězňů ke 12. květnu 1960 udělena amnestie. Ta se týkala také Miroslava. Ještě před propuštěním nabízela státní bezpečnost Koptovi, aby se dal do jejích služeb, ale její nábor se u něj nesetkal s kladnou odezvou. Z Jáchymovska do Prahy tak putoval nejen omilostněný Miroslav Kopt, ale i na něj vedený kontrarozvědný svazek s cílem podpořit jeho další sledování Státní bezpečností.

### 60. léta 20. století

#### Vojenská služba
Po propuštění z výkonu trestu musel Miroslav Kopt absolvovat povinnou vojenskou službu, během níž začal pracovat na knize zabývající se dějinami šifer. Tuto jeho aktivitu nahlásil svým nadřízeným jeden ze sloužících (příliš aktivních) branců, ale věc neměla prakticky žádnou dohru. Na Koptovy aktivity se soustředila i vojenská kontrarozvědka (VKR), která zjistila, že Kopt poslouchal v kanceláři velitele roty vysílání rádia Svobodná Evropa a že svoji vojenskou pozici využívá ke sběru zpravodajských informací. Aby VKR získala více informací o Koptových aktivitách, byl na něj nasazen spolupracovník VKR Růžička, který měl Koptu podnítit k dalším výzvědným akcím. Miroslav Kopt začal Růžičku pověřovat vybudováním osmi mrtvých schránek v okolí jeho bydliště, do nichž by umisťoval zprávy o Sboru národní bezpečnosti, Lidových milicích, KSČ, tovární výrobě a podobně. Současně pro Růžičku Kopt uspořádal kurz v šifrování zpráv a v červnu 1962 Kopt dokonce pověřil Růžičku, aby při návštěvě Prahy kontaktoval Oldřicha Rottenborna a zapojil jej do protistátní činnosti (což Oldřich Rottenborn údajně odmítl).
V průběhu 60. let 20. století se Miroslav Kopt stýkal s bývalými spoluvězni a skauty. Společně plánovali obnovení skautingu, ke kterému pak v době politického uvolnění během Pražského jara 1968 skutečně načas došlo.[zdroj?]

#### StřediskoPsohlavci
Do fungování pražského střediska Psohlavci se Miroslav Kopt zapojil v roce 1966. Toto středisko sice formálně fungovalo pod záštitou Československého svazu mládeže (ČSM), ale pod vedením Josefa Zikána (alias Bobra) se v jednotlivých oddílech dařilo zavádět skautské metody výchovy. Vedoucí střediska Psohlavci následně sehráli podstatnou roli při obnově Junáka na jaře roku 1968. V době Pražského jara 1968 se Miroslav Kopt stal členem přípravného výboru a nakrátko se ocitl i ve vedení obnoveného Junáka.
V roce 1968 se Kopt angažoval při zakládání a fungování klubu K 231 (organizace sdružující politické vězně komunistického režimu) a v témže roce se vrátil do obnoveného 34. střediska Ostříž, aby zde vedl (po Jiřím Oktábcovi) jeden z ostřížích oddílů. Po zániku ČSM (v březnu 1968) se Kopt zapojil i do fungování nově vzniklého zastřešujícího orgánu nazvaného Sdružení organizací dětí a mládeže (SODM). Zároveň se podílel na organizování III. sněmu Junáka, který byl plánován podzim roku 1968.

#### Srpen 1968
Bezprostředně po invazi vojsk Varšavské smlouvy do Československa se Kopt spolu s  představiteli dětských a mládežnických organizací zapojil do protestů a petic na podporu československé vlády jakožto jediného legálního vedení státu. Koptem a dalšími byla signována výzva Služba vlasti (z 29. srpna 1968), kde její signatáři odmítali Moskevský protokol (z 27. srpna 1968), okupaci Československa a ztrátu národní suverenity a vyzývali mládež k dobrovolným brigádám na pomoc při odstraňování části škod způsobených během srpnové vojenské okupace. V obdobném duchu byl koncipován i dopis mládeži (z 27. srpna 1968), který rovněž Miroslav Kopt spolupodepsal.

#### Po srpnu 1968

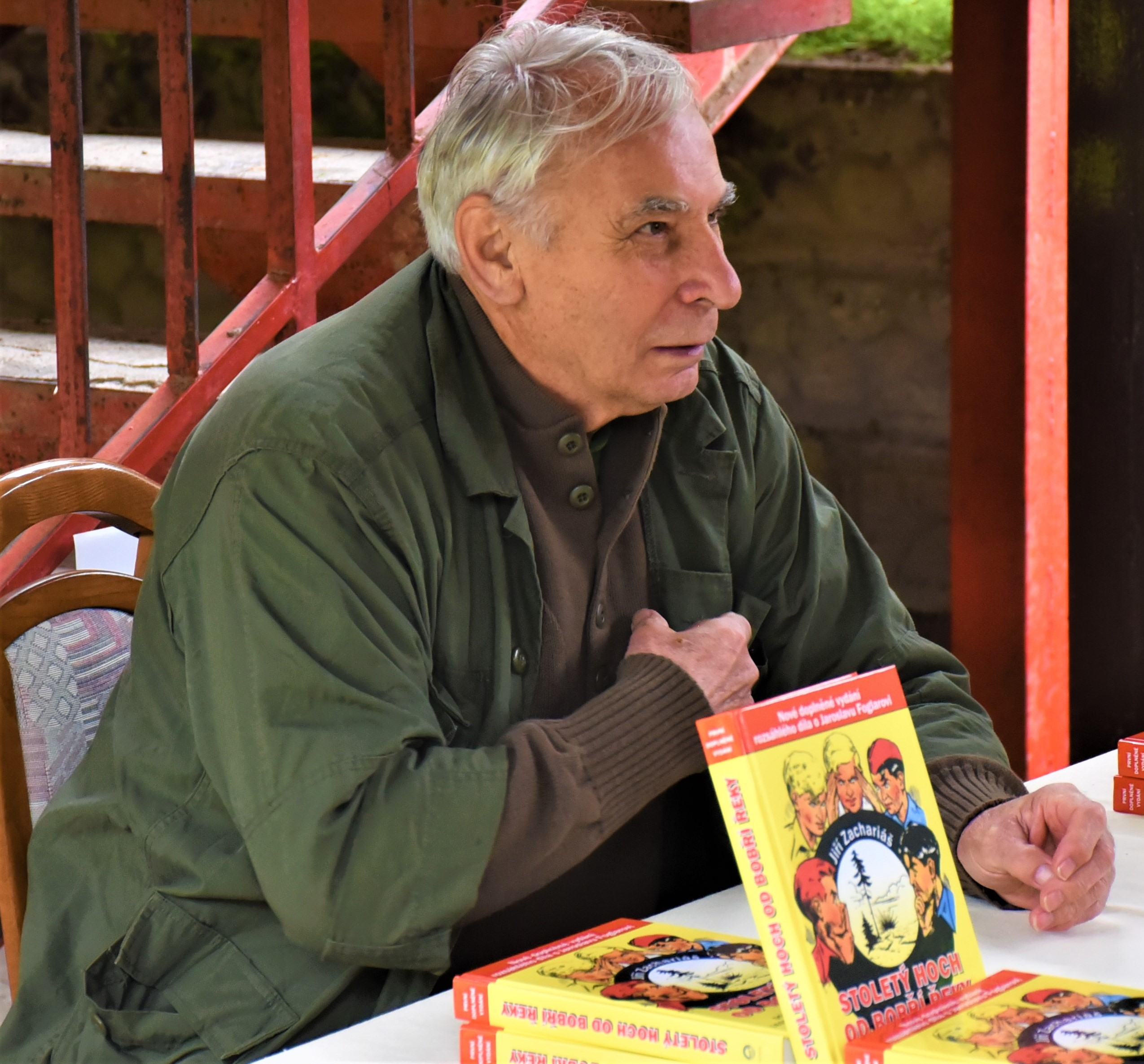
Jiří Zachariáš

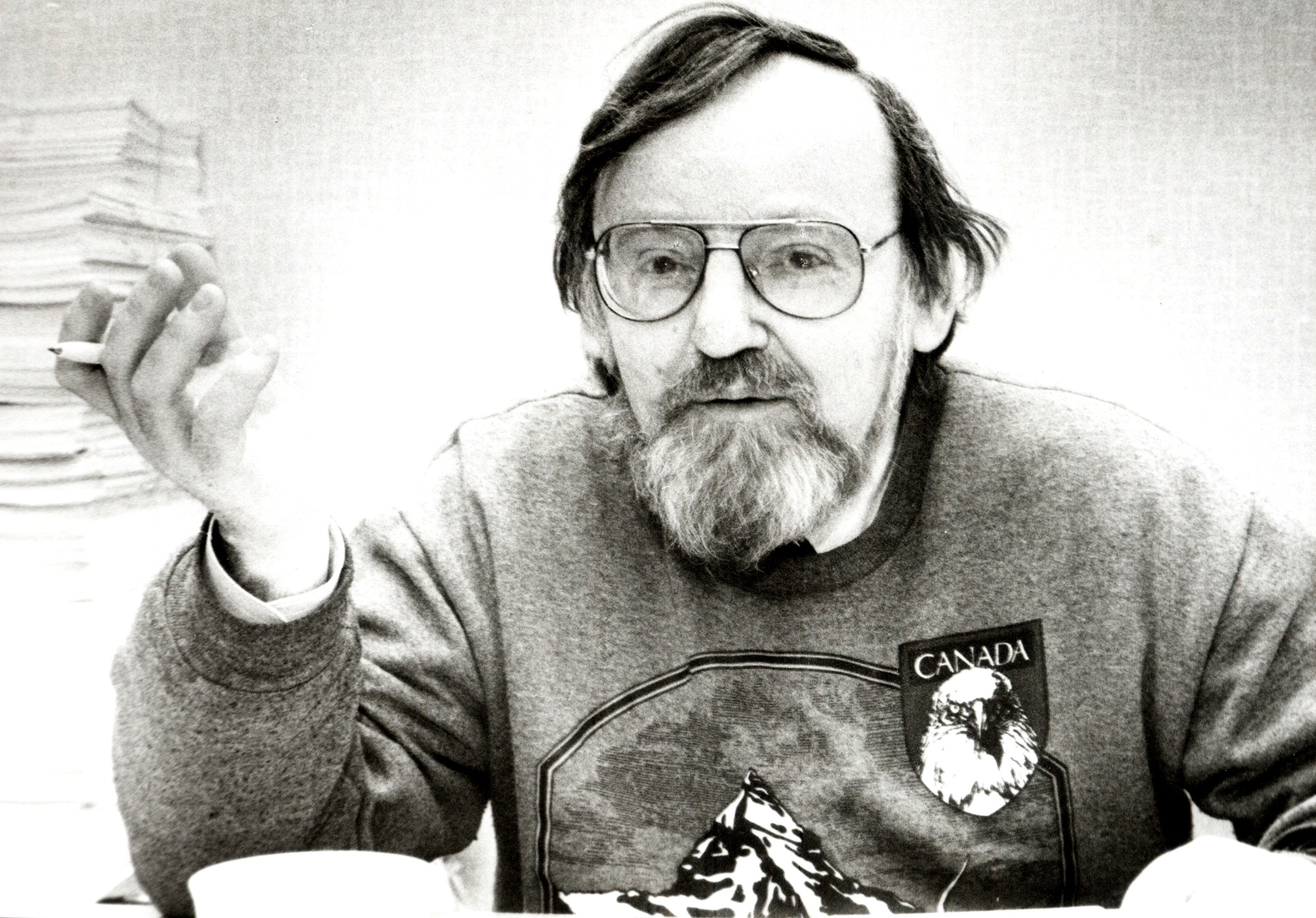
Ivan Makásek

Následující léta se ovšem nesla v duchu rychlé „normalizace“ a postupného omezování svobodné výchovy mládeže v okupovaném Československu. Koncem roku 1969 sepsali Miroslav Kopt, Jiří Zachariáš a Ivan Makásek prohlášení (dopis) SYRINX. V textu prohlášení kritizovali ústupky Ústřední rady Junáka činěné vůči novému normalizačnímu vedení dětských a mládežnických organizací. V dopise padl návrh na samorozpuštění domácí skautské organizace jako jediného možného řešení před ztrátou vlastních svobodných hodnot ohrožovaných podřizováním se stále sílícím komunistickým vlivům. Po letních prázdninách 1970 byla činnost Junáka ukončena jeho postupným sloučením s Pionýrskou organizací, přičemž část bývalého vedení byla převedena do České ústřední rady pionýrské organizace Socialistického svazu mládeže.
Kopt se sice podílel (v letech 1968 až 1970) na obnově skautské organizace jako placený funkcionář Organizace dětí a hnutí mládeže, ale o tři roky později tuto funkci opustil a začal organizovat paralelní skautskou strukturu podobnou té z doby po roce 1948. Jeho snahou bylo udržovat skauting původní, duchovně a vlastenecky orientovaný, což bylo možno jen mimo „oficiální mládežnické struktury“.[zdroj?]
Zájem o osobu Miroslava Kopta ze strany Státní bezpečnosti (StB) byl oživen po srpnu 1968 a na sledování jeho aktivit bylo nasazeno několik tajných spolupracovníků StB (například bývalý tajemník náčelnictva Junáka – agent StB Slavoj Chodounský (* 11. února 1927) – krycí jméno „Sláva“).

### 70. léta 20. století
Po roce 1970 vedl Miroslav Kopt svůj oddíl, který ovšem existoval mimo oficiální strukturu Socialistického svazu mládeže (SSM). Zároveň do protikomunistické činnosti (především šíření exilové literatury) zapojoval mladé lidi mezi 15 až 18 rokem (tzv. rovery) ze svého oddílu. Ukázkovou akcí odporu bylo zakrytí hrobu zakladatele organizace Junák Antonína Benjamina Svojsíka československou vlajkou. Událost se uskutečnila 17. září 1971, jejími organizátory byl Miroslav Kopt a Jiří Zachariáš a na vlajce byl nápis: „Skauting vylučuje totalitu – totalita vylučuje skauting“.
Miroslav Kopt se zajímal o elektroniku a byl členem radioklubu. Členové této organizace mohli jednou za dva roky vycestovat na technické veletrhy pořádané ve Spolkové republice Německo. Během těchto výjezdů na Západ Kopt navštěvoval svoje známé, které měl mezi německými skauty a také mezi pracovníky rádia Svobodná Evropa. V roce 1974 se Koptovi podařilo navázat kontakt s emigrantem Miroslavem Obrmanem – bývalým členem střediska Ostříž a v témže roce navštívit budovu ústředí západoněmecké skautské organizace.
V exilovém skautském časopise STOPA se Koptovi v roce 1973 podařilo zveřejnit (pod pseudonymem Syrinx) článek nazvaný „Stopa stopy doma“, kde připomněl konec domácí skautské organizace v Československu. Zároveň se zde vyjádřil o železné oponě jako o „hraniční barikádě nesmyslnosti a zla“.
S pomocí Miroslava Obrmana a dalších osob (například Heino Seegera a západoněmeckých skautů z jeho oddílu) se Koptovi dařilo v letech 1974 až 1989 pašovat rozsáhlé zásilky exilové a další nepovolené literatury do totalitního komunistického Československa.
Miroslav Kopt ale posílal do zahraničí i některé zpravodajské informace z Československa. To se mu dařilo prostřednictvím Miroslava Obrmana a dalších osob. Jednalo se například o rozmístění vojenských jednotek v západním pohraničí (tyto informace získával Kopt například od jednoho ze členů svého skautského oddílu, který sloužil během základní vojenské služby na Karlovarsku). Později dokonce Kopt dodal do zahraničí i mapy, kde byly zakresleny skladiště zásob a materiálu (ten měl být použit ke stavbě mostů v případě postupu vojsk Varšavské smlouvy do západní Evropy).
Státní bezpečnost (StB) v lednu 1978 konstatovala, že se jí nedaří Miroslava Kopta usvědčit z protistátní činnosti navzdory tomu, že provádí kontrolu jeho korespondence. Kopt totiž důsledně odmítal práci ve skupinách (malá bezpečnost a vysoká míra prozrazení), dodržoval striktně zásady konspirace a sám si prováděl lustraci případně spolupracujících osob, aby tak zamezil situaci, že vejde v nechtěný kontakt se spolupracovníkem (informátorem, agentem) StB.

### 80. léta 20. století
V 1. polovině 80. let 20. století začal s distribucí exilové literatury pomáhat i Obrmanův syn Jan Obrman. Ten zorganizoval skupinu spolužáků z Mnichova, kteří pak exilovou literaturu jako jednotlivci převáželi do ČSSR. (Jednou z těchto osob byla i Christine Eble – později provdána Christine Oberman). V ČSSR předávali pašované tiskoviny Koptovi nebo dalším osobám nebo byl kontraband ukrýván v pražském kostele svatého Ignáce z Loyoly. Finance, nutné pro nákup exilové literatury poskytovali například politolog, nakladatel, překladatel z angličtiny a češtiny profesor Alexander Tomský či spisovatel, publicista a politik Pavel Tigrid. Významná část zakázané literatury byla navíc pašována do ČSSR na mikrofilmech.[zdroj?]
V roce 1983 (v souvislosti s rozmísťováním sovětských balistických raket středního doletu s jadernými hlavicemi v ČSSR) obdržel Miroslav Kopt od rodiny Obrmanů razítka s textem „Nechceme SS 20“. Později dostal ještě razítka s textem „Propusťte politické vězně“. Tato razítka Kopt rozdal mezi skauty svého oddílu a oddílu vedeného Jiřím Zachariášem. Tato razítka byla pak následně vylepována asi tři měsíce po různých  nástěnkách, plakátech, budovách apod.
V roce 1984 se Koptovi podařilo setkat se s ředitelem rádia Svobodná Evropa Georgem Urbanem, s nímž jej kontaktovala dopisovatelka, překladatelka, rozhlasová novinářka a komentátorka Svobodné Evropy Olga Kopecká (Valeská; * 28. března 1941 – 20. srpna 2022). V roce 1985 zemřel za nevyjasněných okolností jeho syn Jiří Kopt. V červenci 1985 nastoupil Jan Obrman do zaměstnání v analytickém oddělení rádia Svobodná Evropa. V roce 1987 pak Miroslav Kopt jednal i s dalším ředitelem československého vysílání rádia Svobodná Evropa Zdeňkem Šedivým (* 12. března 1923 – 27. ledna 2006).
V hledáčku komunistické státní bezpečnosti byl Miroslav Kopt až do konce 80. let 20. století. Poté byl svazek kontrarozvědného rozpracování k jeho osobě uložen k archivaci.

### Rok 1989 a po něm
Pro potřeby skautského samizdatového časopisu ČIN zajistil Miroslav Kopt začátkem roku 1989 (s pomocí Jana Obrmana a Ervína Lobpreise) kopírovací zařízení. Časopis na kopírce vycházel necelý rok, po sametové revoluci pak v prosinci 1989 byla v sále Městské knihovny v Praze obnovena činnost organizace Junák.
Po sametové revoluci v listopadu 1989 v Československu se Miroslav Kopt spolu s přáteli zasazoval o znovuustavení klubu bývalých politických vězňů (Klub 231, K 231). Později se Kopt stal nakrátko členem parlamentu jako poslanec Občanského Fóra (OF), ale v březnu 1990 splnil prověrky nutné pro přijetí ke zpravodajcům do Úřadu pro ochranu ústavy a demokracie Federálního ministerstva vnitra (FMV) (pozdější BIS), kde prováděl bezpečnostní prověrky pracovníků II. správy státní bezpečnosti. (V Úřadu na ochranu ústavy a demokracie FMV působil od roku 1990 do roku 1999 a uplatnil zde svoje zkušenosti ze čtyřicetiletého působení proti totalitnímu komunistickému režimu.) V roce 1999 odešel od kontrarozvědky, začal se věnovat badatelské činnosti, publikoval texty a sborníky s tematikou převážně se týkající skautského protikomunistického odboje. Velmi aktivní byl i v Konfederaci politických vězňů České republiky.

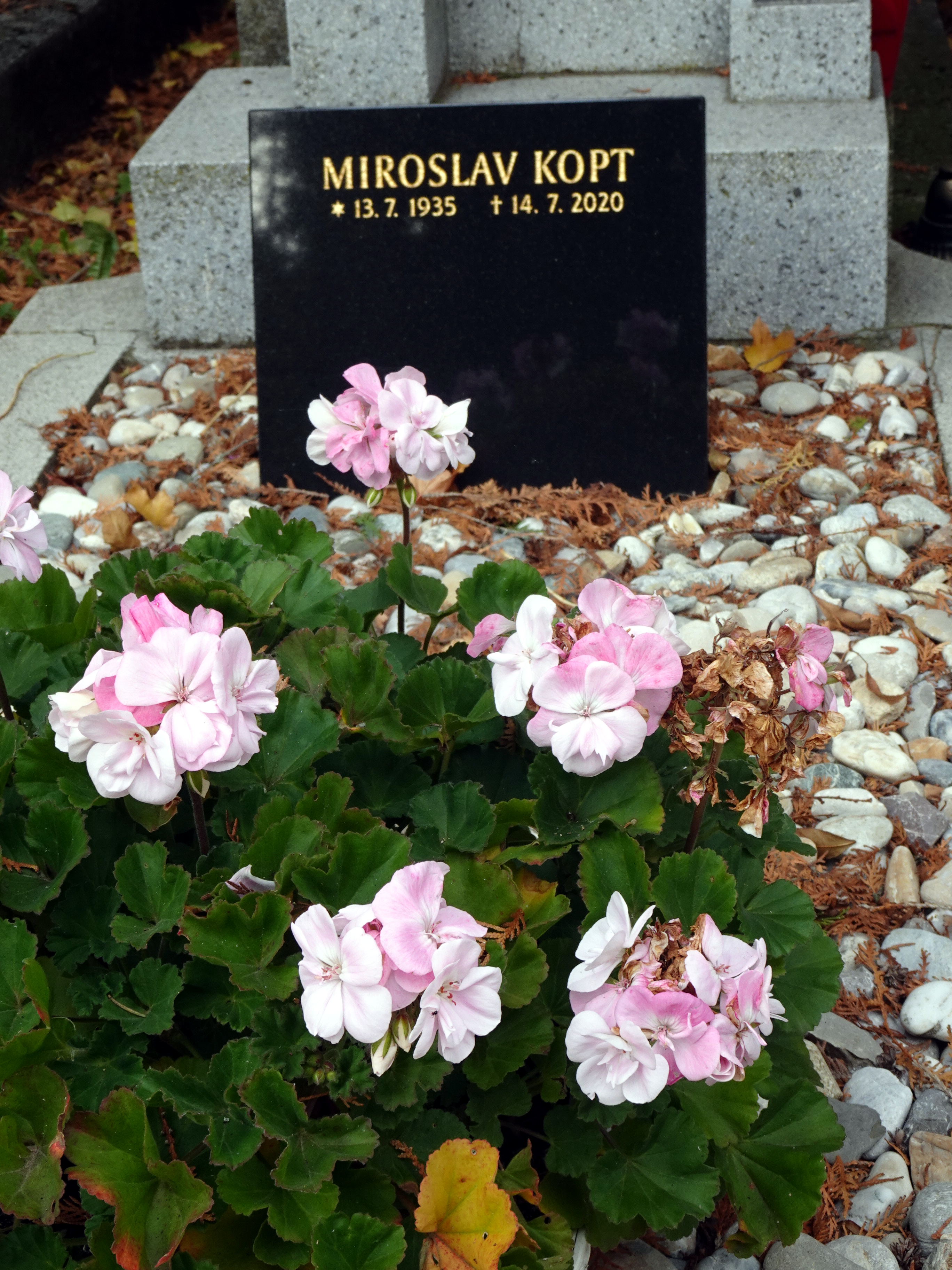
Miroslav Kopt – hrob na Ďáblickém hřbitově v Praze

Miroslav Kopt zemřel v Praze 15. července 2020 a je pohřben na Ďáblickém hřbitově v Praze.

## Publikační činnost
- Kopt, Miroslav a kolektiv. Český skauting v dokumentech KSČ: 1945-1948. 1. vydání Praha: Občanské sdružení Skautský oddíl Velena Fanderlika, 2004; 206 stran; Sborník 3.; ISBN 80-86621-15-4.[2][1]
- Kafka, Jiří a Kopt, Miroslav. Akce StB Polom: proces se skupinou František Pavel Křivský a klatovští skauti v zrcadle dokumentů státní bezpečnosti. 1. vydání Praha: Skautský oddíl Velena Fanderlika, 2008; 336 stran; Sborník SOVF číslo 5.; ISBN 978-80-254-2717-0.[2][1]